# Vem sköt Victor Fox?
Vem sköt Victor Fox? (engelska: Unconditional Love) är en amerikansk långfilm från 2002 i regi av P.J. Hogan, med Kathy Bates, Rupert Everett, Meredith Eaton och Peter Sarsgaard i rollerna.

## Handling
Hemmafrun Greace Beasley har det tufft, först blir hon lämnad av sin man efter 25 år och sen mördas hennes stora idol, smörsångaren Victor Fox. Grease bestämmer sig för att åka till England och besöka stjärnans hemstad. Där möter hon Foxs hemlige pojkvän Dirk som hon lyckas övertala att följa med henne tillbaka till Chicago. Hennes familj tror att hon har blivit galen men sanningen är mycket enklare än så, hon tänker ta reda på vem som sköt Victor Fox och hon tänker använda Dirk för att hitta den skyldige.

## Rollista
| Kathy Bates       | – Grace Beasley     |
| Rupert Everett    | – Dirk Simpson      |
| Meredith Eaton    | – Maudey Beasley    |
| Peter Sarsgaard   | – Window Washer     |
| Lynn Redgrave     | – Nola Fox          |
| Stephanie Beacham | – Harriet Fox-Smith |
| Richard Briers    | – Barry Moore       |
| Marcia Warren     | – Lynette Fox-Moore |
| Jack Noseworthy   | – Andrew Beasley    |
| Dan Wyllie        | – Pete              |
| Dan Aykroyd       | – Max Beasley       |
| Jonathan Pryce    | – Victor Fox        |